# Ray Stevens (musicus)
Harold Ray Ragsdale, artiestennaam Ray Stevens (Clarkdale, 24 januari 1939), is een Amerikaans multi-instrumentalist, zanger, songwriter, producer, arrangeur, muziekuitgever en tv-persoonlijkheid, in de genres popmuziek en countrymuziek. Hij maakte vooral naam met novelty's, waardoor hij wel Clown Prince of Country Music genoemd wordt.

## Biografie
Ragsdale werd geboren en getogen in Clarkdale, een 'mill village' in de staat Georgia. Hij kreeg pianoles vanaf zijn zesde en had van jongs af interesse een veel verschillende muziekstijlen. Op zijn zestiende verhuisde hij met zijn gezin naar de hoofdstad Atlanta. Hier werkte hij als diskjockey en trad hij op in een klein combo. Ook kwam hij hier in contact met de muziekuitgever Bill Lowery die hem aanraadde zijn naam te wijzigen en hem een klein platencontract bezorgde bij het label Prep (Capitol Records) in Nashville.
Nog op de highschool, hij was zeventien, reisde hij zo naar Nashville om Silver bracelet op te nemen. Zijn eerste plaat bleef echter onopgemerkt waarop hij besloot de stijl van de twee bekende parodisten Stan Freberg en Spike Jones te volgen, met het nummer Sergeant Preston of the Yukam. Deze novelty trok wel de aandacht, maar werd al snel verboden vanwege de auteursrechten die op de titel van deze radio- en televisieserie rusten.
Vervolgens begon hij met een studie klassieke piano, muziektheorie en compositie aan de Staatsuniversiteit van Georgia die hij in 1962 zou afbreken om zich volledig op de muziek te kunnen richten. In 1961, nog tijdens zijn studie, behaalde hij zijn eerste hit: een nummer 35-notering in de Billboard Hot 100 voor zijn zelfgeschreven novelty Jeremiah Peabody's polyunsaturated quick-dissolving fast-acting pleasant-tasting green and purple pills.
In 1962 verhuisde hij naar Nashville, waar hij geregeld zonderlinge en hilarische nummers uitbracht die afwisselend de hitlijsten in de popmuziek (Billboard Hot 100) en countrymuziek (Hot Country Singles) bestegen. In dit noveltygenre had hij hits met nummers als Ashab the Arab in 1962 (popmuziek, nummer 5), Harry the hairy ape in 1963 (pop, nummer 17), Gitarzan in 1969 (pop, nummer 8), The streak in 1974 (pop, nummer 1 - country, nummer 3), Shriner's convention in 1980 (country, nummer 7) en Mississippi squirrel revival in 1984 (country, nummer 20).
Tot zijn grootste hits behoren echter ook het serieuzere werk, zoals het aan de gospelmuziek grenzende Everything is beautiful uit 1970 dat als popmuziek op nummer 1 terechtkwam en als country op nummer 39. Dit nummer leverde hem daarbij een Grammy Award op. Everything is beautiful werd tientallen malen gecoverd door andere artiesten en werd ook in Nederland een top 15-hit. In zowel België en Nederland had Stevens slechts een andere hit; dit was Bridget the midget uit 1971 dat in beide landen de top 3 behaalde. Zijn grootste countryhit Misty is evenmin een novelty. Naast een nummer 1-notering in de countryhitparade leverde dit nummer uit 1975 hem zijn tweede Grammy Award op.
Daarnaast was hij voor andere artiesten sessiemuzikant met verschillende instrumenten, zong hij mee in achtergrond- en harmoniekoortjes, en arrangeerde hij muziek. Verder was hij in de zomer van 1970 gedurende verschillende uitzendingen vervangend tv-host in de shows van Andy Williams (in zijn geval de Ray Stevens Show genaamd). In 1980 werd hij opgenomen in de Nashville Songwriters Hall of Fame evenals in de Georgia Music Hall of Fame.
Aan het begin van de jaren negentig runde hij een entertainmentcentrum in Branson in de staat Missouri. Rond dezelfde tijd zette hij zijn optredens op videobanden en was hij erg succesvol in het verkopen ervan via direct marketingcampagnes op televisie. Ook kwam hij sinds de tweede helft van de jaren negentig en ook na de eeuwwisseling weer met eigen opnames.

## NPO Radio 2 Top 2000
| Nummer met noteringen in de NPO Radio 2 Top 2000 | '99  | '00 | '01  |
| ------------------------------------------------ | ---- | --- | ---- |
| Bridget the midget                               | 1938 | -   | 1905 |

1. ↑  Een '-' betekent dat het nummer niet was genoteerd en een vetgedrukt getal geeft de hoogste notering aan.
2. ↑  Deze tabel is bijgewerkt tot en met de laatste editie (2024).

- Bibsys: 9020495
- Bibliothèque nationale de France: cb14230009s (data)
- Gemeinsame Normdatei: 134530810
- International Standard Name Identifier: 0000 0001 1686 5824
- Library of Congress Control Number: n91072772
- MusicBrainz: 140220f3-95fe-417a-8b66-4102d2deacb9
- MusicBrainz: f7f4d49e-448d-471d-9735-39a80c3ce1d3
- Nationale Bibliotheek van Tsjechië: xx0059769
- Virtual International Authority File: 92617119
- WorldCat: E39PBJdwYMqQ4GX83gC4W7JJjC